# Ingo Weller
Ingo Weller (* 2. August 1973 in Bad Berleburg) ist ein deutscher Betriebswirtschaftler und Professor für Personalwirtschaft an der Universität München.

## Werdegang
Zunächst erwarb Weller 1998 das Diplom für International Business Studies an der Universität Paderborn. Im Jahr 2004 folgte dann die Promotion am Internationalen Institut für Management der Universität Flensburg; im Mai 2009 die Habilitation an der Freien Universität Berlin. Seit Dezember 2009 leitet Weller das Institut für Personalwirtschaft an der Universität München.

## Schriften (Auswahl)
- Fluktuationsmodelle. Ereignisanalysen mit dem sozio-oekonomischen Panel, Rainer Hampp Verlag, Mering 2007, ISBN 978-3-86618-120-5.